# Révay család
A báró/gróf szklabinai és blatnicai, illetve nemes trebosztói és bisztricskai Révay család egy régi magyarországi nemesi család.

## Története

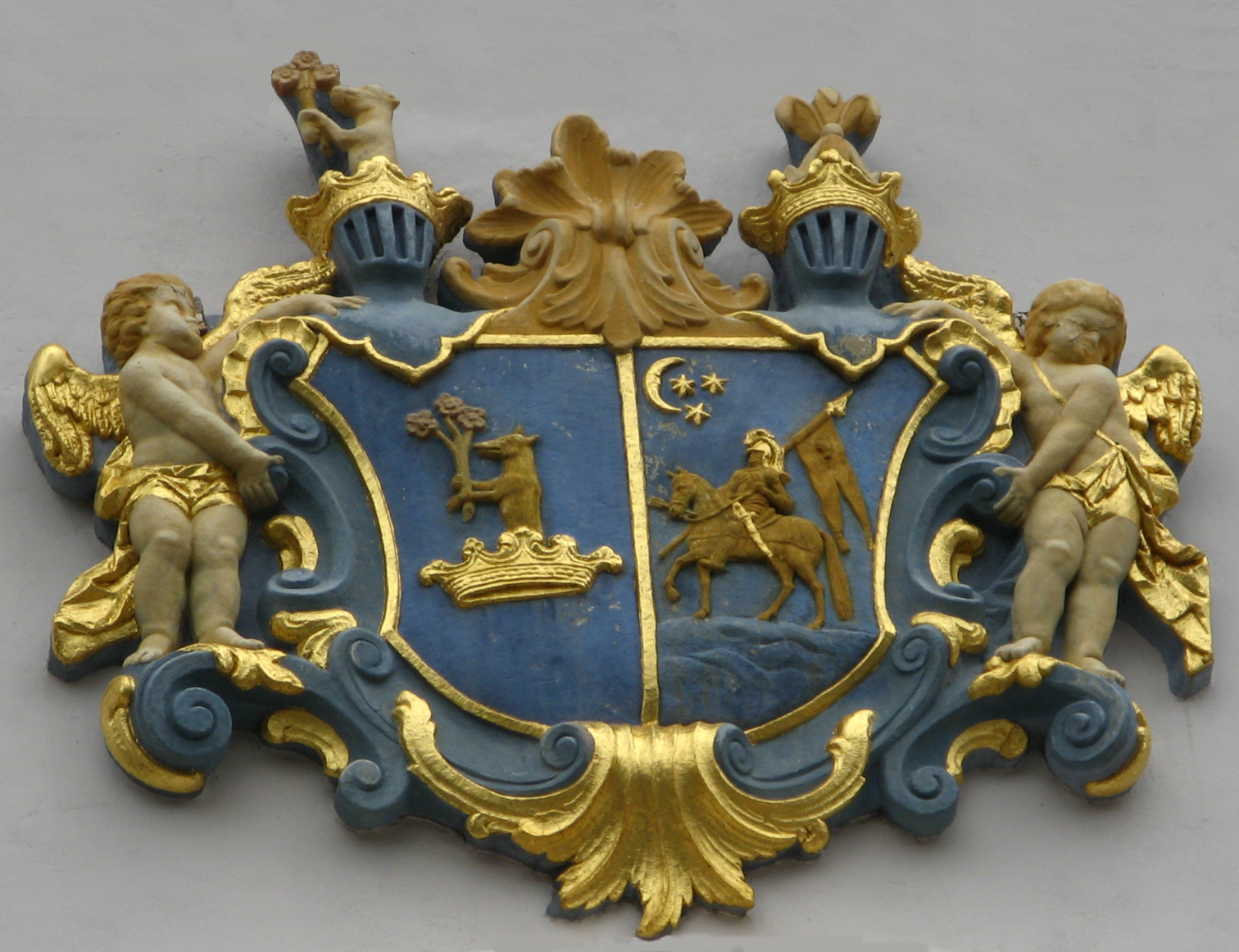
A család címere bal oldalon

A család a horvát–szlavónországi Szerém vármegyéből származik. Első ismert ősét, Jakabot, a 13. század elején említik. A család a mohácsi vész után Turóc vármegyébe került, ahol a megye örökös főispánjai lettek. Későbbi birtokukra, Szklabinyára, Blatnicára és Mosócra 1540-ben, illetve 1560-ban Ferenc adománylevelet, s vele együtt bárói rangot kapott. Ebből az ágból származó Péter még grófi rangig is eljutott, de az ő ága 1855-ben leányágon kihalt. A másik ágat az előbbi Ferenc testvére, István alapította, és a nemesi oklevélen kívül bárói rangra emelkedtek. Kempelen Béla pótlék kötetében is szerepel a család: Itt említi meg, hogy Révay Simon és unokaöccsét, Révay László bárókat 1916. december 30-án grófi rangra emelték.

## Jelentősebb tagjai
- Révay Ferenc (1489–1553)
- Révay Péter (1568–1622)
- Révay László (1600–1667)
- Révay Erzsébet (1660?–1732)
- Révay Antal (1718–1783)
- Révay Simon, báró (1820–1880)
- Révay Simon, gróf (1865–1928)
- Révay István (1899–1989)
- Révay József (1902–1945)
- Révay Kálmán (1911–1950)

## Kastélyaik

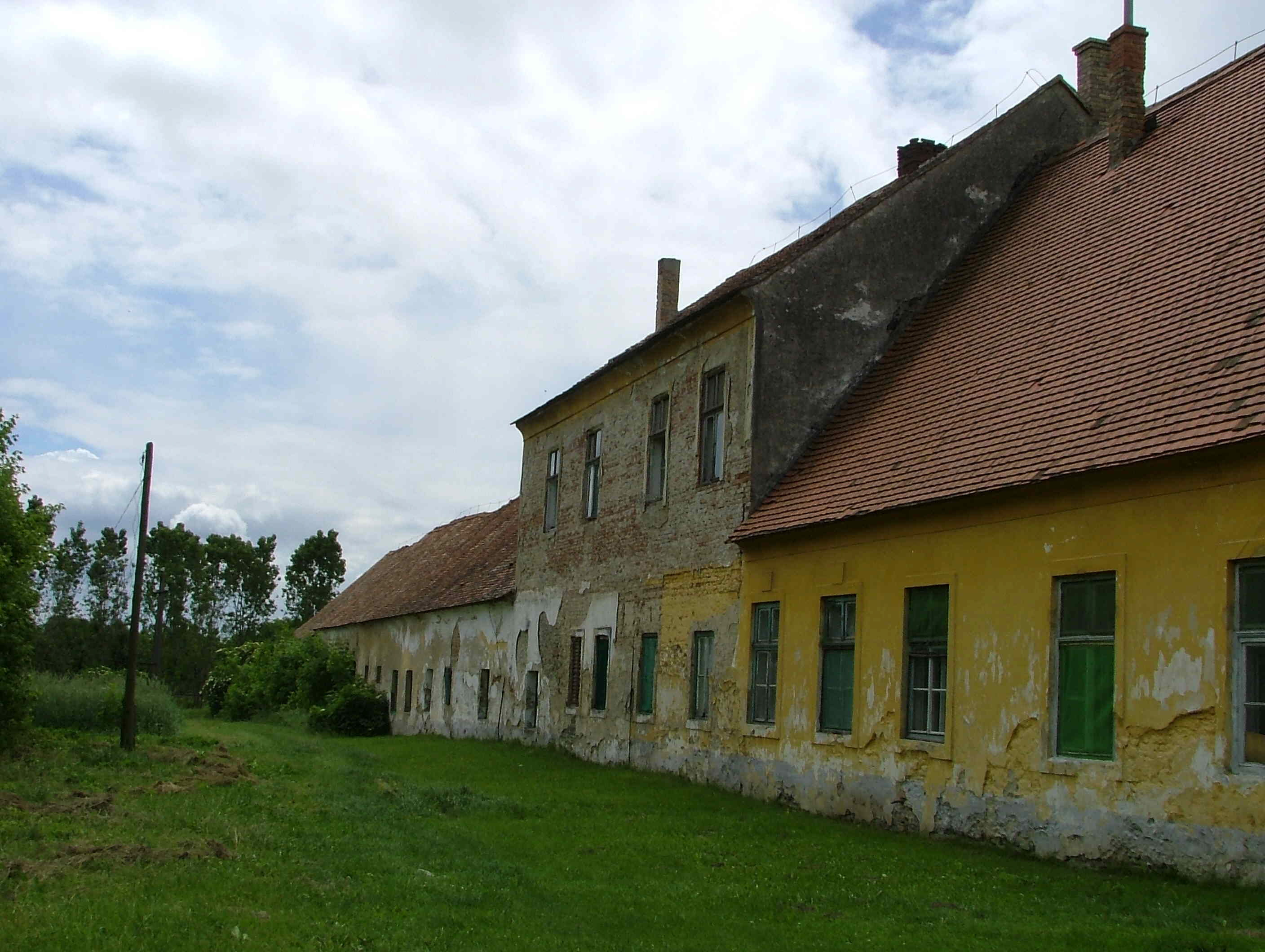
a kemenespálfai Révay-kastély

- Kemenespálfa
- Mosóc
- Kisselmec
- Tajnasári